# ریان یسلم
ریان یسلم (انگلیسی: Rayan Yaslam؛ زادهٔ ۲۳ نوامبر ۱۹۹۴) بازیکن فوتبال اهل امارات متحده عربی است.
وی همچنین در تیم ملی فوتبال United Arab Emirates بازی کرده‌است.